# Index Medicus
L'Index Medicus (IM) è una pubblicazione della National Library of Medicine  (NLM) che ha indicizzato  le principali riviste di medicina e di scienze biomediche, inizialmente solo statunitensi, quindi di tutto il mondo.
La pubblicazione, iniziata nel 1879, grazie all'opera di John Shaw Billings, direttore del Library of the Surgeon General's Office United States Army, è terminata nel 2004 con il volume numero 45, ed è stata sostituita dal database MEDLINE.
Il suo contenuto è simile a Bibliographia medica, noto anche come Bibliographie Internationale des Science Medicales, un progetto che fu avviato nello stesso periodo all'Istituto bibliografico di Parigi.